# Golf Club de Lyon
De Golf Club de Lyon is een Franse golfclub buiten Lyon. De club is opgericht in 1919 en heeft twee 18-holes golfbanen: Les Brocards en Le Sanglier.
In 1962 moest de baan wijken voor de nieuwe randweg om Lyon. Er werd 220 ha grond gekocht in Villette-d'Anthon en door Fred Hawtree werd een baan van 18 holes aangelegd: Les Brocards. Ook kwam er een nieuw clubhuis en een ruim 2 km lange dijk die de baan tegen overstromingen moest beschermen.
In 1991 werd aan Hughes Lambert gevraagd een tweede baan van 18 holes aan te leggen, Le Sanglier.

## Open de France
In 1979 kwam het Open de France naar Lyon. Beroemde spelers als Severiano Ballesteros, Tony Jacklin, Sam Torrance en Eamonn Darcy deden mee. Bernard Gallacher won.
In 2001 kwam het Open weer naar Lyon. Ditmaal werd het gespeeld op Le Sanglier. José María Olazabal won.